# Саришор (Сучава)
Саришор (рум. Sărișor) насеље је у Румунији у округу Сучава у општини Шару Дорнеј. Oпштина се налази на надморској висини од 1029 m.

## Становништво
Према подацима из 2002. године у насељу је живело 207 становника, од којих су сви румунске националности.